# Enrique Alcatena
Enrique Alcatena, dit Quique, (né le 26 février 1957 à Buenos Aires) est un artiste autodidacte argentin, professeur et dessinateur.

## Biographie
Enrique Alcatena naît le 26 février 1957 à Buenos Aires. Il commence à travailler en 1975 pour l'éditeur argentin Record. Il dessine de nombreuses séries :  La Fortaleza Móvil, El Mago, Mundo Subterráneo, Pesadillas, Dinastía Maldita et Acero Líquido. Son style ultra expressif et détaillé le fait très vite remarquer jusqu'aux États-Unis où il travaille pour DC (Superman, Batman, Hawkworld, Green Lantern, Flash) mais aussi Marvel (Conan et les Quatre Fantastiques) ou Dark Horse (Predator sur un scénario de Chuck Dixon).
En marge de sa production nord américaine, Alcatena développe aussi une œuvre personnelle. Son travail puise beaucoup près des mythes et légendes et il commence en dessinant les histoires comme les Carnets secrets de Marco Polo, publiés par Albin Michel. Il est aussi présent sur le marché britannique pour l'éditeur DC Thomson dans les revues Starblazer et The Crunch. Pour cette dernière il réalise les séries Arena and Buddy et Midshipman Coward'.
Pour le marché argentin, on retrouve sa signature sur de nombreuses histoires comme Merlin scénarisé par Robin Wood ou Metallum Terra avec Eduardo Mazzitelli. Avec ce dernier il réalise aussi Pesadillas sorti en Italie.
Son œuvre compte plus d’une centaine de récits, parfois réunis en intégrale et publié en Italie et en Espagne. 
Aujourd'hui, il vit à Buenos Aires avec sa femme et ses quatre enfants.

## Publications

### France
- Revue Antares, 1983 (collectif)
- Les carnets secrets de Marco Polo - Albin Michel - 2000 -  (ISBN 2-226-11483-1)
- Corpus Hermeticum - Tome 4 -Les Aigles du Crépuscule (avec Milkis) - Soleil - 2008 -  (ISBN 978-2-302-00336-1)
- Barlovento[2] (avec Eduardo Mazzitelli) - Warum - 2019 -  (ISBN 9782365353434)
- Chroniques Amérindiennes[3] (avec Gustavo Schimpp) - iLatina - 2020  (ISBN 9782491042028)
- Rakshassas[4] (avec Eduardo Mazzitelli) - iLatina - 2021  (ISBN 9782491042165)
- Kinnara - l'automate céleste[5] (avec Eduardo Mazzitelli) - iLatina - 2021  (ISBN 9782491042226)
- La Fille de Rokubei [6] (avec Eduardo Mazzitelli) - iLatina - 2023  (ISBN 9782491042387)

### Argentine
- El Mundo Subterráneo
- Los Viajes de Faustus
- Pesadillas (Ediciones Record)
- Skorpio #134 (La Fortaleza Olvidada) (1987); #141-144 (La Fortaleza Móvil)  (1987–88) (avec Barreiro) (Ediciones Record)
- Ulrik El Negro

### DC
- Adventures of Superman Annual #9
- Alien Legion: Binary Deep (one-shot) (avec Chuck Dixon, 1993)
- Batman Chronicles #6, 11 (avec Chuck Dixon)
- Batman of Arkham (one-shot, Elseworlds) (avec Alan Grant, 2000)
- Batman: Legends of the Dark Knight #89-90 (avec Alan Grant, 1996–97); Annual #5 (avec Chuck Dixon, 1995)
- Detective Comics Annual #7 - Batman: Leatherwing (one-shot, Elseworlds) (avec Chuck Dixon, 1994)
- Flash (vol. 2) Annual #13 (avec Chuck Dixon, 2000)
- Green Lantern (vol. 3) Annual #5 (avec Chuck Dixon, 1996)
- Green Lantern/Sinestro Corps Secret Files (2008)
- L.E.G.I.O.N '93 #51 (avec Alan Grant, 1993)
- The Batman Chronicles #11[7] (histoire courte, suite de Batman: Leatherwing) (avec Chuck Dixon, 1998)
- Weird War Tales Special[8] (avec Chuck Dixon, 2000)

### Marvel
- Conan #10-11 (script par Larry Hama, 1996)
- Conan the Savage #1-6, 9, 1995–96)
- Doom 2099 #13
- What If? (vol. 2) #78
- X-Man #74-75 (script par Steven Grant, 2001)

### Autres éditeurs
- Brath #6, 11 (avec Chuck Dixon, Crossgen, 2003–04)
- El Libro Secreto de Marco Polo (avec Ricardo Barreiro)
- Judge Dredd Megazine (vol. 3) #36-38
- Predator vs Judge Dredd #1-3 (mini-series) (avec John Wagner, Dark Horse Comics, 1997)
- The Spider: Reign of the Vampire King #1-3 (mini-series) (avec Timothy Truman, Eclipse Comics, 1992)
- Starblazer: (D.C. Thomson & Co.) #7, 175, 179, 277 (with Mike Knowles, #16, 24, 125 (avec J. Albert), #29, 59 (avec W. Webb), #31, 54, 62, 77, 81, 166-167, 170 (avec Ray Aspden), #32 (avec M. Chamberlain), #36 (avec S. Neeld), 45, 127, 177 (avec Grant Morrison), 47 (avec C. Shelborne), 49, 75, 122, 154, 162 (with W. Reed), 56 (avec S. Neeld), 66 (avec J. Speer), #64, 141, 200, 271 (avec Mike Chinn), 88 (avec M. Stall), 144 (avec R.H. Bonsall), 149 (avec M. Furnass), 161 (with N. Jordan), 168 (avec John Smith, #190, 199, 260, 274 (avec Alan C. Hemus, #190); #196 (avec W. Corderoy); #262 (avec Dave H. Taylor)
- Toxic! #7-11, 16-18 (avec Alan Grant, 1991)
- Subterra (avec Ricardo Barreiro et Chuck Dixon, 4Winds Publishing Group, 1989)

### Compilations
- Superman/Batman: Alternate Histories, 60 pages, 1996, Titan Books,  (ISBN 1-85286-715-9), DC Comics,  (ISBN 1-56389-263-4))
- Sinestro Corps War: Tales of the Sinestro Corps,  (ISBN 1-4012-1801-6))
- Moving Fortress (with Chuck Dixon & Ricardo Barreiro, 54 page prestige format one-shot, 4Winds, November 1988)
- Judge Dredd Megazine (vol. 3) #36-38, collected in tpb, 80 pages, Titan, 1998,  (ISBN 1-84023-021-5), Dark Horse Comics, 1999,  (ISBN 1-56971-345-6))
- Starblazer Volume 1, includes Starblazer #45, D.C. Thomson & Co. Ltd, 2019, (ISBN 978-1-84535-799-3)
- Starblazer Volume 2, includes Starblazer #127, D.C. Thomson & Co. Ltd, 2024, (ISBN 978-1-84535-969-0)